# Róbert Nagy
Róbert Nagy (Székesfehérvár, 3 giugno 1940) è un sollevatore ungherese medagliato europeo, che gareggiò nella categoria dei pesi gallo.

## Carriera
Partecipò alle Olimpiadi di Tokyo del 1964, che valevano anche come campionati mondiali, piazzandosi al nono posto. Ai campionati europei vinse quattro medaglie (due d'argento e due di bronzo) tra il 1962 e il 1966.
Dopo il ritiro dall'attività agonistica lavorò per tre decenni alla IWF, dapprima come componente della commissione scientifica e di ricerca tecnica, poi come direttore tecnologico e informatico.